# Эль-Барко-де-Авила-Пьедрахита
Эль-Барко-де-Авила-Пьедрахита (исп. Comarca de El Barco de Ávila - Piedrahíta)  — район (комарка) в Испании, входит в провинцию Авила в составе автономного сообщества Кастилия и Леон.

## Муниципалитеты
1. Альдеануэва-де-Санта-Крус
2. Аревалильо
3. Авельянеда (Авила)
4. Беседас
5. Беседильяс
6. Боойо
7. Бонилья-де-ла-Сьерра
8. Касас-дель-Пуэрто-де-Вильяторо
9. Сепеда-ла-Мора
10. Кольядо-дель-Мирон
11. Эль-Барко-де-Авила
12. Эль-Лосар-дель-Барко
13. Эль-Мирон
14. Гарганта-дель-Вильяр
15. Хильбуэна
16. Хиль-Гарсия
17. Ойорредондо
18. Ойос-де-Мигель-Муньос
19. Ойос-дель-Кольядо
20. Ойос-дель-Эспино
21. Хунсияна
22. Ла-Альдеуэла
23. Ла-Каррера
24. Ла-Оркахада
25. Лос-Льянос-де-Тормес
26. Мальпартида-де-Корнеха
27. Мартинес (Авила)
28. Мединилья (Авила)
29. Месегар-де-Корнеха
30. Наррильос-дель-Аламо
31. Нава-дель-Барко
32. Навасепедилья-де-Корнеха
33. Навадихос
34. Наваэскурияль
35. Навалонгилья
36. Навальпераль-де-Тормес
37. Навамурес
38. Наварредонда-де-Гредос
39. Наватехарес
40. Нейла-де-Сан-Мигель
41. Паскуалькобо
42. Пьедраита
43. Пуэрто-Кастилья (Авила)
44. Сан-Бартоломе-де-Бехар
45. Сан-Бартоломе-де-Корнеха
46. Сан-Хуан-де-Гредос
47. Сан-Лоренсо-де-Тормес
48. Сан-Мартин-де-ла-Вега-дель-Альберче
49. Сан-Мартин-дель-Пимпольяр
50. Сан-Мигель-де-Корнеха
51. Санта-Мария-де-лос-Кабальерос
52. Санта-Мария-дель-Беррокаль
53. Сантияго-дель-Тормес
54. Сантияго-дель-Кольядо
55. Солана-де-Авила
56. Тормельяс
57. Тортолес
58. Умбрияс
59. Вадильо-де-ла-Сьерра
60. Вильяфранка-де-ла-Сьерра
61. Вильянуэва-дель-Кампильо
62. Вильяр-де-Корнеха
63. Сапардьель-де-ла-Каньяда
64. Сапардьель-де-ла-Рибера